# Двозонний електрофільтр «Ріон–1,4»

Двозонний електрофільтр РІОН–1,4. 1 — решітка для входу повітря; 2 — коронуючі електроди; 3 — осаджувальні електроди; 4 — решітки для виходу повітря; 5 — масляна ванна.

Двозонний електрофільтр Ріон–1,4
Двозонний електрофільтр РІОН складається з решітки для входу повітря 1, через яку надходить запилений газ, коронуючих електродів 2, осаджувальних електродів 3, решітки для виходу повітря 4 і масляної ванни 5. (рис.)
Запилений газ, отримавши заряд при русі між коронуючими електродами, направляється в зону осаджувальних електродів, що складаються з окремих панелей, закріплених на нескінченному ланцюгу, який рухається разом з панелями електродів, опускаючись внизу в масло, що міститься в бункері. Пил змивається маслом і осідає в бункері. Двозонні електрофільтри працюють при зниженій напрузі (на коронуючому електроді 14 кВ і на осаджувальному електроді 7 кВ) в порівнянні з однозонним (55–72 кВ). Крім цього, в двозонному електрофільтрі завдяки однойменному заряду між електродами вдалося зменшити відстань між ними до 7 мм замість 120—150 мм в однозонному електрофільтрі. Це дозволило в осаджувальному електроді збільшити градієнт напруженості до 800—1000 кВ/м або вдвічі більше градієнта однозонного електрода.
Наявність великої сили осадження при значно зменшеному шляху осадження дозволило суттєво скоротити час перебування газу в електрофільтрі (0,2—0,4 с), збільшити продуктивність фільтрів. У електрофільтрі РІОН–1,4 регенерація осаджувальних електродів проводиться маслом.
Іноді в двозонних електрофільтрах передбачається зона йонізації, створювана за допомогою дисків або голок, розташованих на коронуючих електродах, які проходять і в зоні осаджувальних електродів (всередині них); йонізація частинок пилу, здійснюється за допомогою радіоактивного випромінювання, а для осадження пилу встановлюють електроди двополюсні, як в звичайному однозонному електрофільтрі.
Рекомендують іноді використовувати одночасно відцентрову силу інерції для осадження пилу в циклонах і установку в них коронуючих і осаджувальних електродів. Однак складність установки електродів і їх експлуатація затримують застосування таких циклонів.